# Eastmaninstitutet

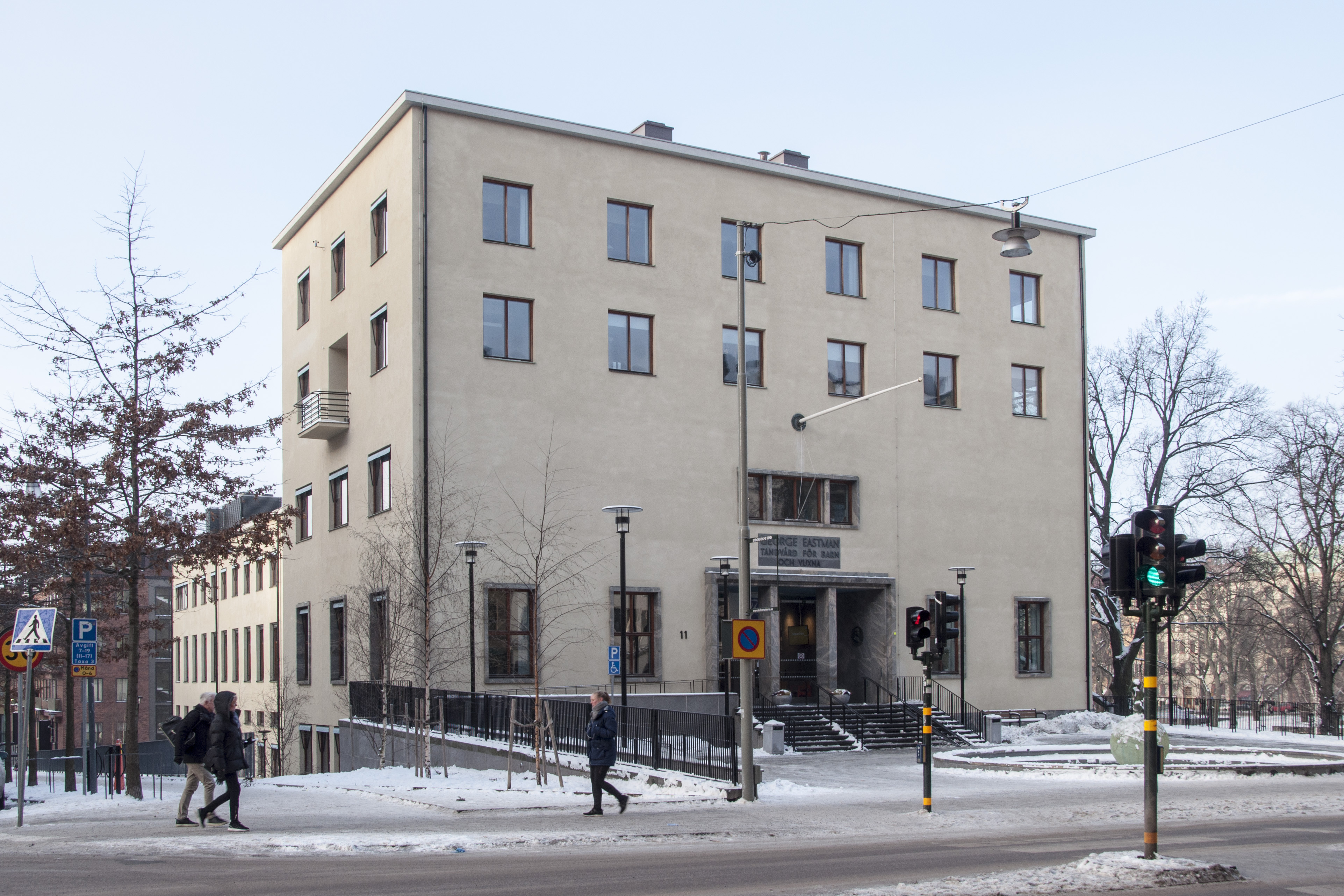
Eastmaninstitutet i januari 2018.

Eastmaninstitutet är ett tandvårdsinstitut för barn och vuxna och en byggnad, belägen på Dalagatan 11 i stadsdelen Vasastan i centrala Stockholm. Eastmaninstitutet är en del av Folktandvården Stockholms län som är helägt av Region Stockholm.

## Verksamhetsområden

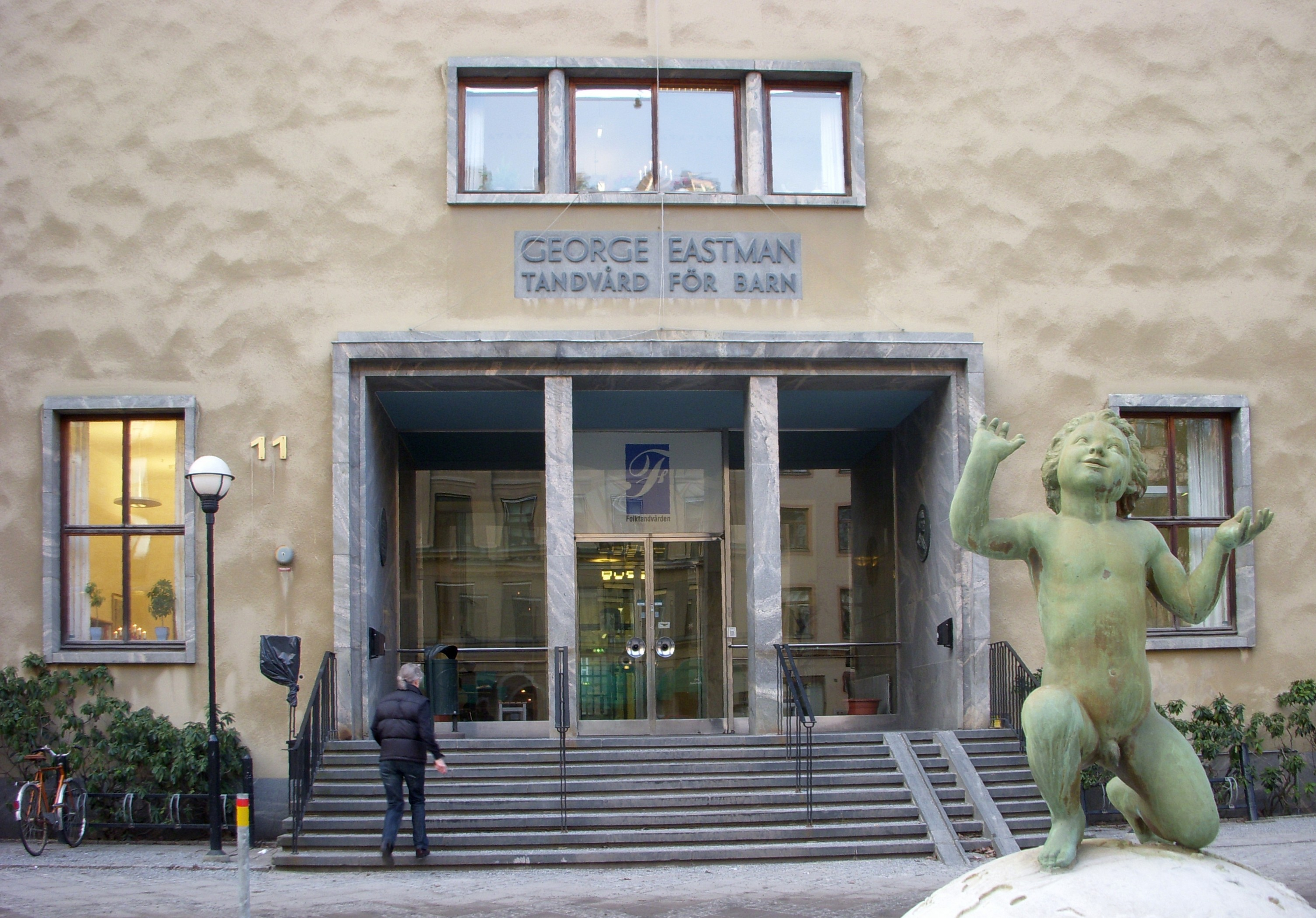
Eastmaninstitutets entré, 2008.

Institutet kallar sig Nordens största och modernaste klinik för specialisttandvård och är till för dem med avancerade eller särskilda tandvårdsbehov. Specialisttandvården är ett komplement till allmäntandvården och tar emot med remiss från allmäntandläkare, läkare eller annan vårdgivare och verkar inom nio specialiteter:
- Käkkirurgi (oral kirurgi): Käkkirurgiska operationer i syfte att behandla sjukdomstillstånd i käkar och ersätta tänder med implantat.
- Käkledsbesvär (bettfysiologi): Utredning och behandling av obalans i bettet, funktionell ansiktsvärk, käkledsproblem och spänningshuvudvärk.
- Rotbehandling (endodonti): Utredning och behandling av sjukdom i tandens nerv och angränsande käkben, bland annat svårare rotbehandlingar.
- Röntgen (odontologisk radiologi): Avancerad röntgenundersökning av tänder och käkar.
- Specialiserad barntandvård (pedodonti): Utredning och behandling av barn med svåra sjukdomar som påverkar munhälsan samt svårt tandvårdsrädda barn.
- Tandersättningar (oral protetik): Ersättningar för förlorade tänder, till exempel kronor, broar och implantat, och omgivande vävnader.
- Tandlossning (parodontologi): Utredning och behandling av tandlossningssjukdomar och förändringar i munslemhinnan.
- Tandreglering (ortodonti): Justering av tändernas position och bettet med hjälp av en tandställning.
- Orofacial medicin: Tandbehandling i samband med svårare medicinska sjukdomstillstånd, funktionsnedsättningar samt utredning och behandling av slemhinneförändringar. Bistår inför kirurgiska och medicinska ingrepp samt med geriatrisk tandvård.

## Historik
| Eastmans porträttmedaljong i entrén. |  | Eastmans porträttmedaljong i entrén. |
| Eastmans porträttmedaljong i entrén. |  |                                      |

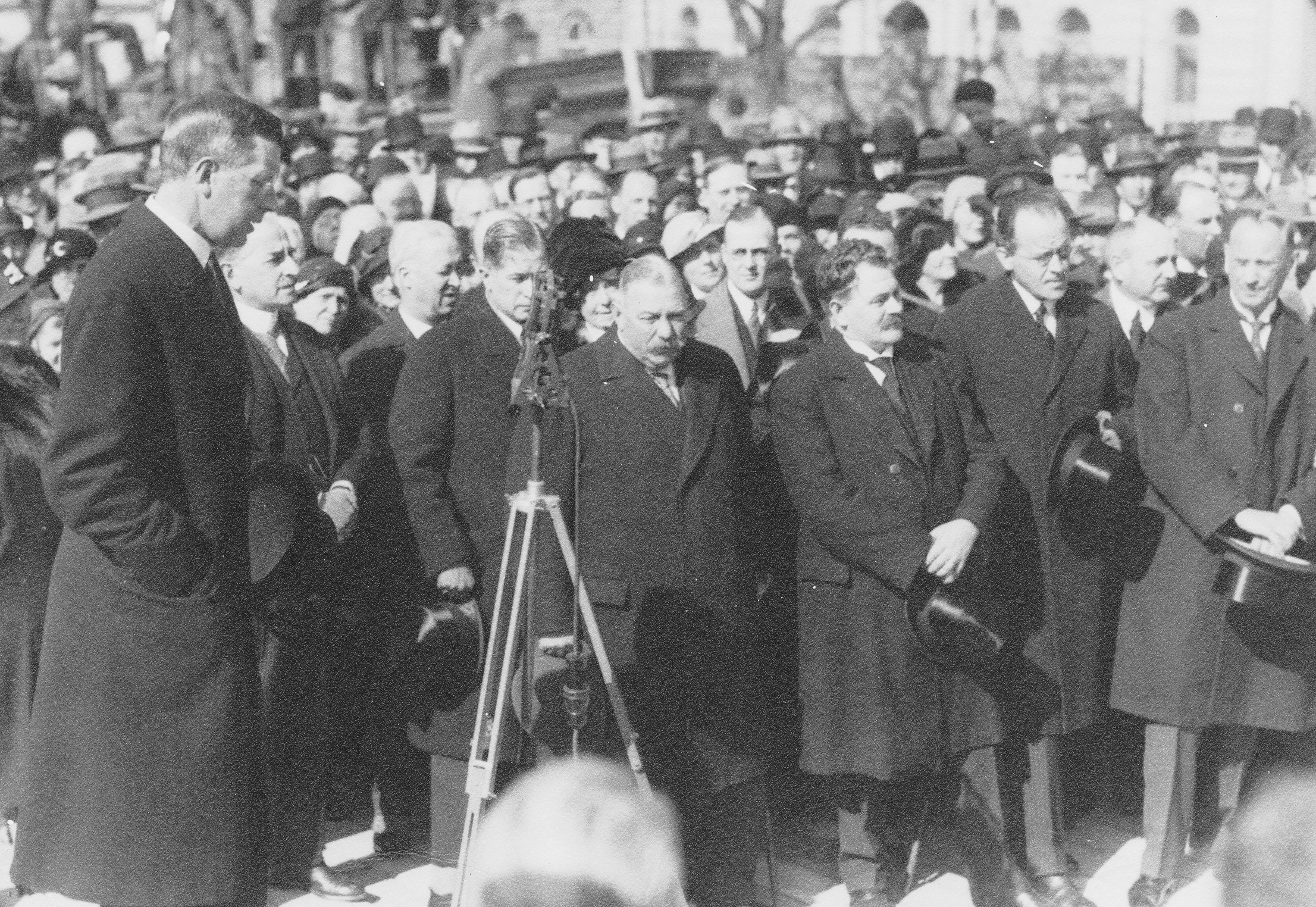
Från grundstenläggningen 1932.

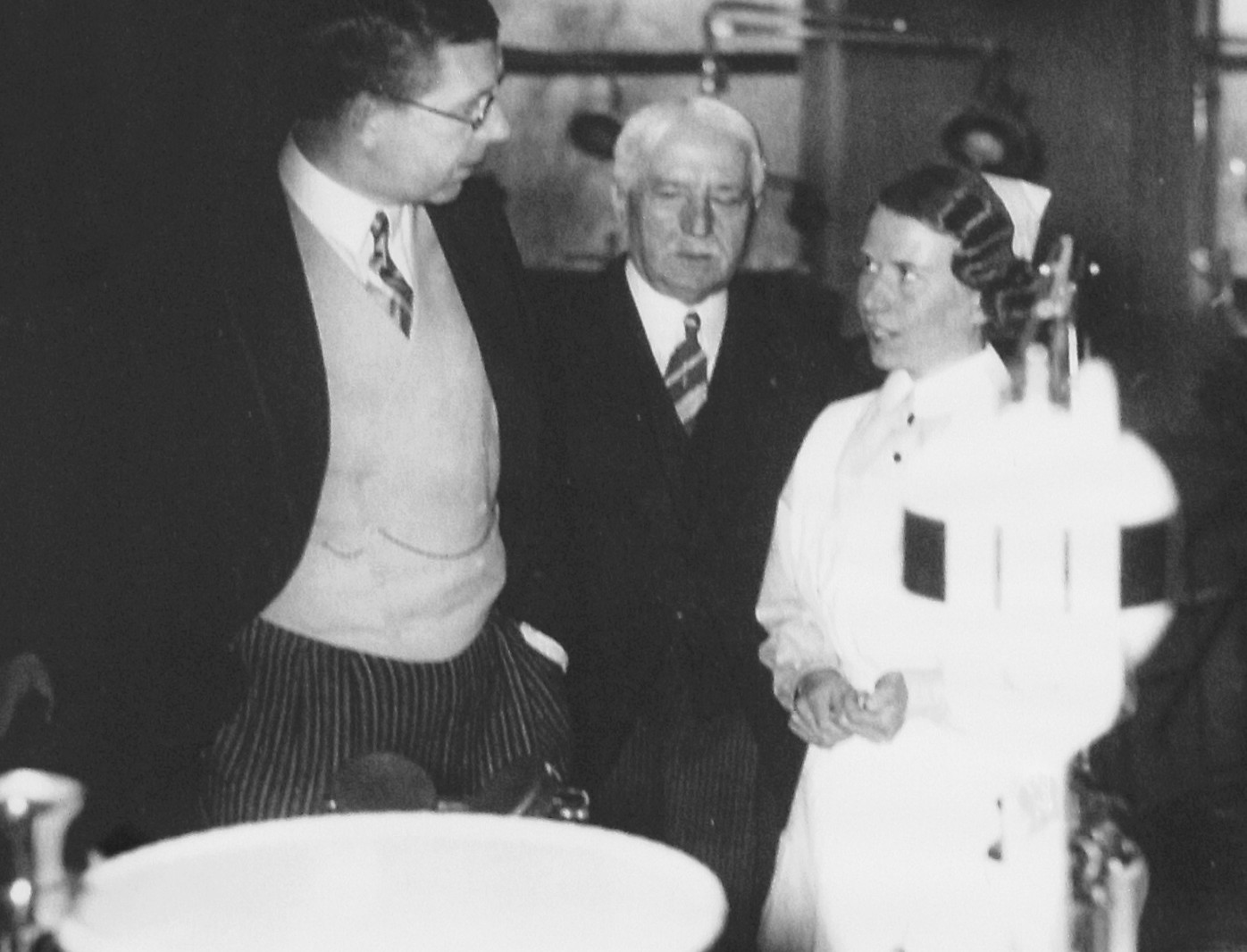
Från invigningen 25 april 1936.

Institutet uppfördes på initiativ av den amerikanske industrimannen och uppfinnaren George Eastman, som 1930 donerade en miljon dollar till Stockholms stad.
George Eastman var en av männen bakom den moderna fotografin och med sitt företag, Eastman Kodak Company, blev han förmögen. En del av sin förmögenhet donerade han till Sverige. Liknande donationer hade han gjort till barntandvård i flera städer runt om i världen, den första hade han gjort redan 1917 när Eastman Dental Center öppnades i Rochester, USA. 1935 öppnade en Eastmanklinik i en då nyuppförd byggnad i Bryssel, idag Europeiska historiens hus. 
Byggnaden i Stockholm ritades av arkitekten Waldemar Johanson och började byggas 1932, samma år som Eastman avled. Grundstenläggningen skedde 1932 och invigningen den 25 april 1936 båda i närvaro av den dåvarande kronprinsen Gustaf Adolf. Entrén har en bred trappa samt en portalomfattning i marmor med medaljonger av grundaren. Framför entrén finns en skulptur, kallad Eastmanfontänen och utförd av Clarence Blum 1936. I vestibulen står statyn Moderslycka av Olof Ahlberg. Väggmålning är utförd av Einar Forseth. 
Efter en omfattande och varsam renovering efter ritningar av Nyréns Arkitektkontor återinvigdes institutet den 25 april 2016. Byggnaden är grönmärkt av Stadsmuseet i Stockholm, vilket innebär "att bebyggelsen bedöms vara särskilt värdefull från historisk, kulturhistorisk, miljömässig eller konstnärlig synpunkt".

### Citat
| ”                | Det är ett medicinskt faktum att barn som får sina tänder omskötta har större chans att lyckas i livet, ser trevligare ut samt blir friskare och starkare. Mina pengar kan inte göra bättre nytta inom något annat område. | „ |
| – George Eastman | |   |

Entréhallens interiör före renoveringen 2008.
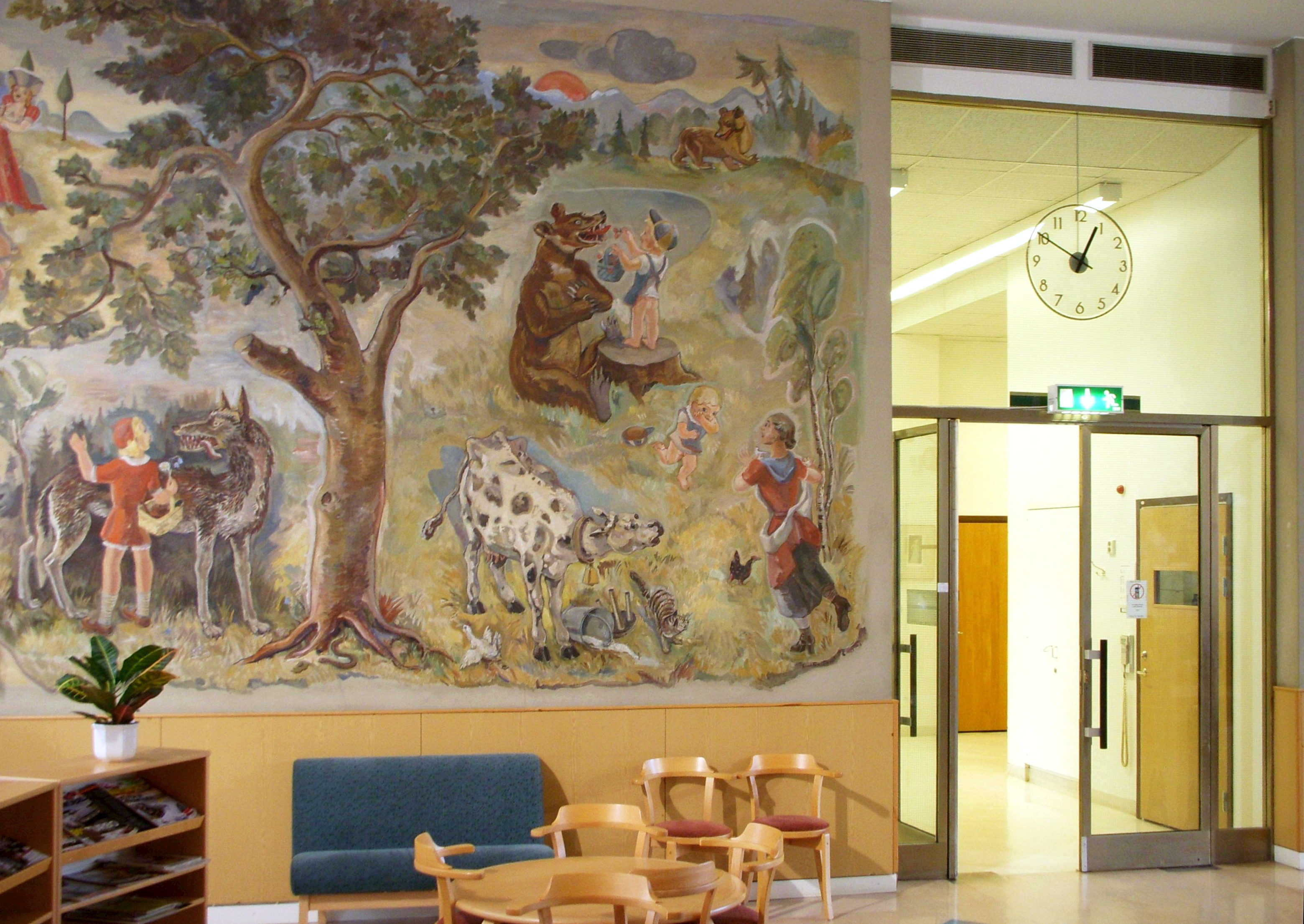
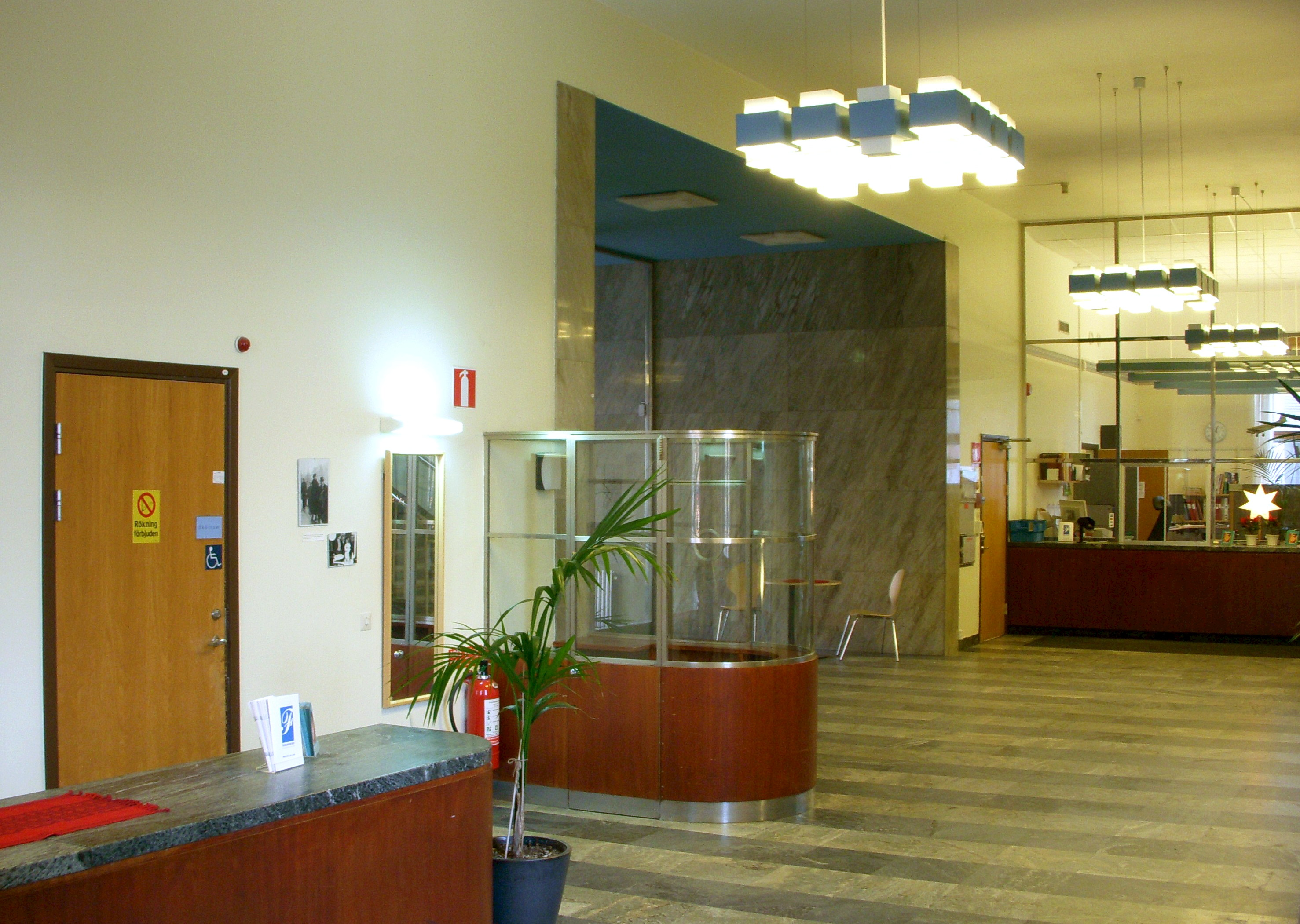
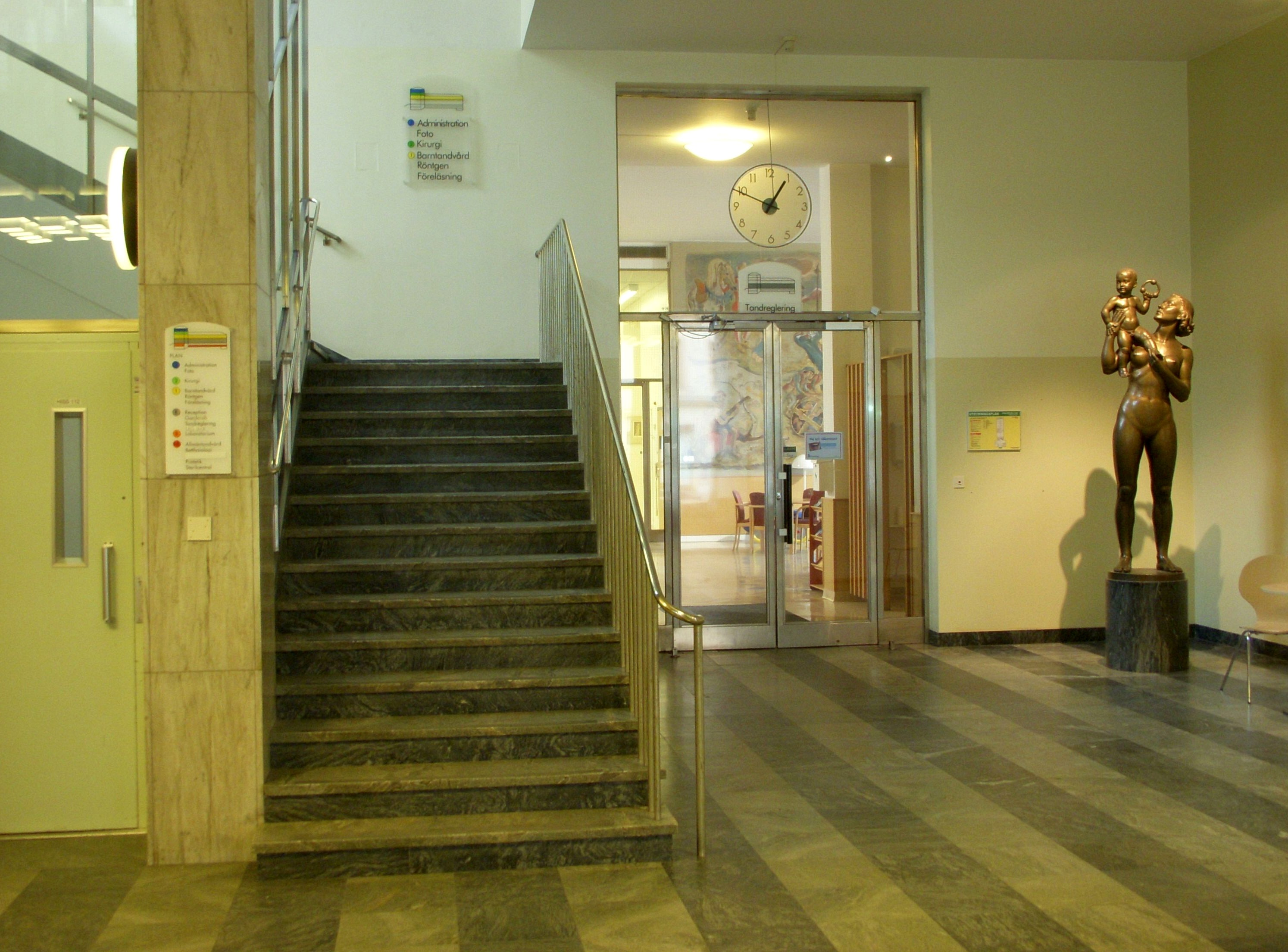
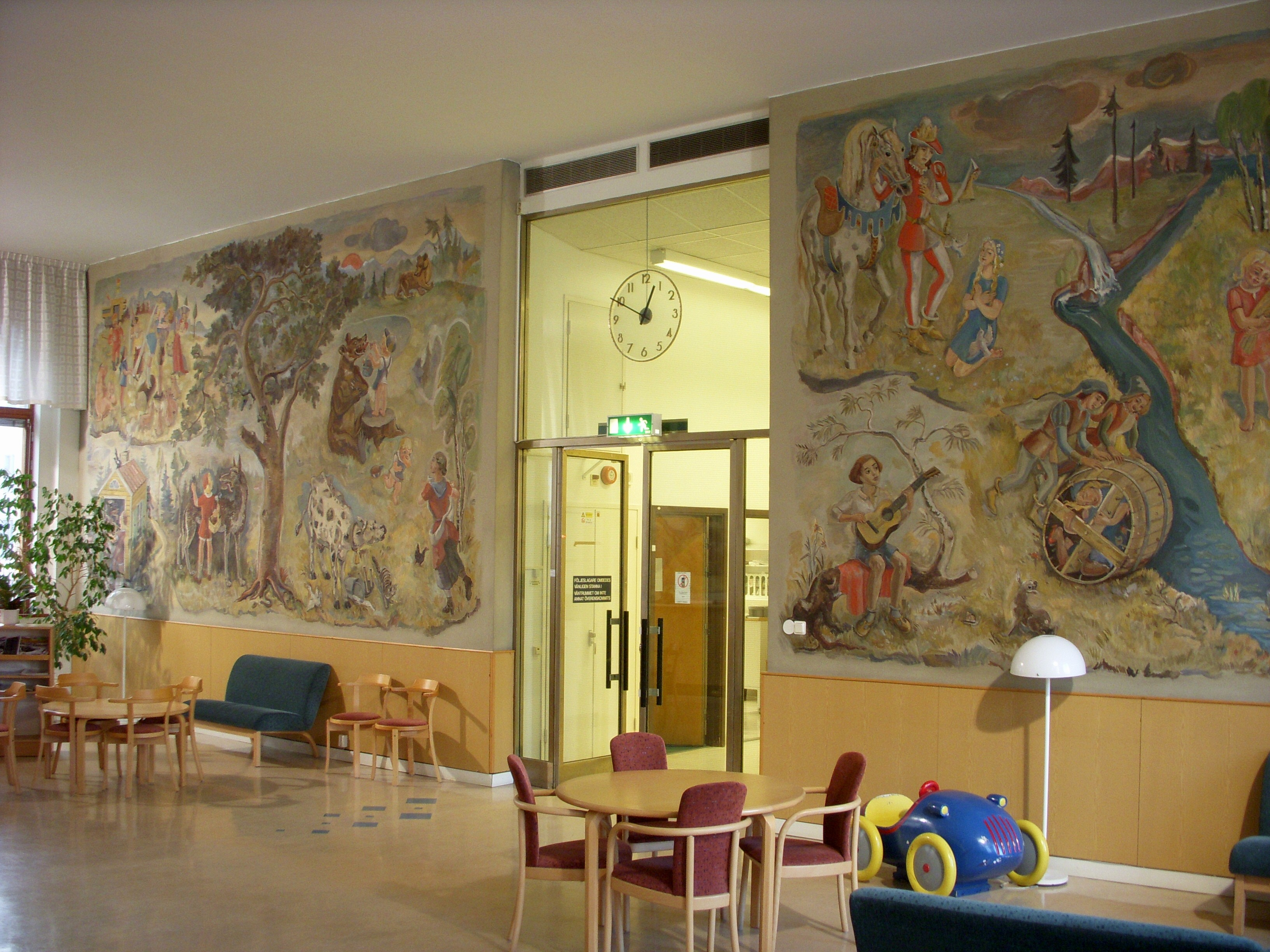